# Edificio Willis Faber and Dumas
L'Edificio Willis di Ipswich, Inghilterra (originariamente chiamato Willis Faber and Dumas Headquarters) è una delle prime opere dell'architetto britannico Norman Foster dopo la costituzione dello studio associato Foster Associates. Realizzato tra il 1970 e il 1975, è considerato uno degli esempi dello stile architettonico high tech.

## Descrizione
L'edificio fu commissionato dalla Willis, Faber & Dumas Ltd. (oggi Willis Towers Watson), una delle principali compagnie assicurative mondiali la cui sede era nella City a Londra nel contesto di un piano di riorganizzazione dei processi operativi e di decentramento dei reparti amministrativi. Per ospitare la nuova sede fu individuata la cittadina medievale di Ipswich a circa 70 miglia da Londra.
La costruzione, alta tre piani, ospita circa 1300 persone in uffici open space con partizioni mobili che delimitano le aree di lavoro. Le scale mobili centrali portano dall'imponente hall di ingresso fino ad un ristorante collocato all'ultimo piano dell'edificio e circondato da un giardino pensile.
Il perimetro dell'edificio si estende per circa 300 m nel contesto del centro di Ipswich e poco distante dal Unitarian Meeting House, uno degli edifici più antichi della città.
La parte centrale dell'edificio è costituito da un insieme di pilastri di cemento distanti 14 metri che sostengono il pavimento in lastroni di cemento. L'esterno dell'edificio è ricoperto da vetri oscurati.